# Тонкеріс (Шортандинський район)
Тонкері́с (каз. Төңкеріс) — станційне селище у складі Шортандинського району Акмолинської області Казахстану. Входить до складу Бозайгирського сільського округу.
Населення — 692 особи (2021; 617 у 2009, 555 у 1999, 552 у 1989).
Національний склад станом на 1989 рік:
- росіяни — 60 %;
- казахи — 27 %.

Станом на 1989 рік селище називалось Танкеріс, мало також назву Танкерис.